# Meinerzhagen
Meinerzhagen [ˈmaɪ̯nɛɐ̯ʦˌhɑːgn̩] – miasto w Niemczech, położone w kraju związkowym Nadrenia Północna-Westfalia, w rejencji Arnsberg, w powiecie Märkischer Kreis. W 2010 roku liczyło 20 838 mieszkańców.

## Współpraca
- Kampen, Holandia
- Saint-Cyr-sur-Loire, Francja